# Iglesia de Henningsvær
La Iglesia de Henningsvær (en noruego: Henningsvær kirke) es una iglesia parroquial perteneciente a la Iglesia de Noruega. Está ubicada en el municipio de Vågan, en el condado de Nordland. Se encuentra en el pueblo pesquero de Henningsvær, localizado en una isla pequeña inmediatamente al sur de la gran isla de Austvågøya. Es la iglesia de la parroquia de Henningsvær, que forma parte del (decanato) Lofoten en la diócesis de Sør-Hålogaland. La iglesia de madera blanca fue construida en un estilo rectangular en 1974 por el arquitecto Odd Storm. La capacidad del edificio es de alrededor de 250 personas.

## Historia
La Capilla Henningsvær fue construida originalmente en Henningsvær en 1852. Una nueva iglesia fue construida en 1974 para reemplazar a la capilla antigua.

## Galería

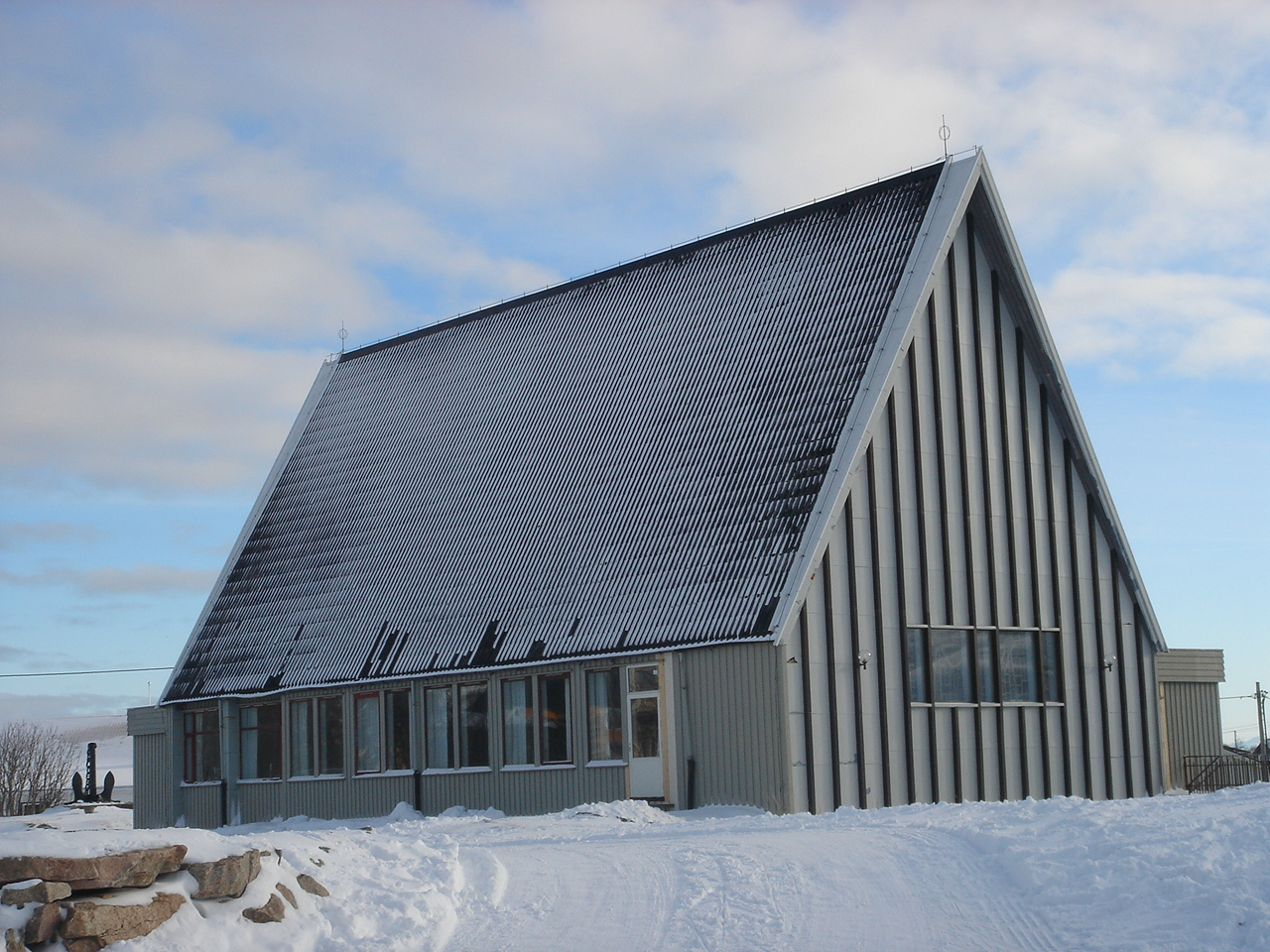
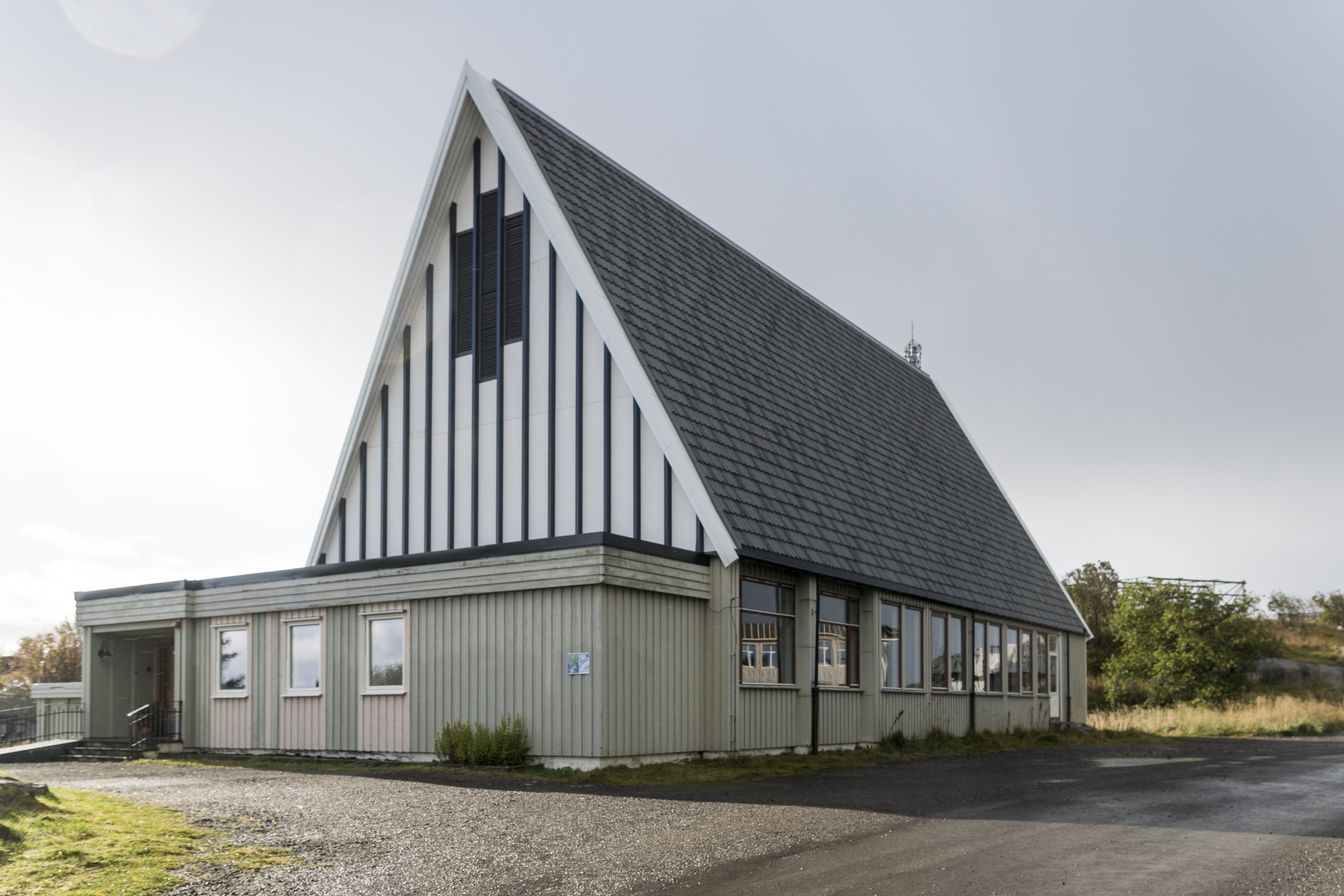
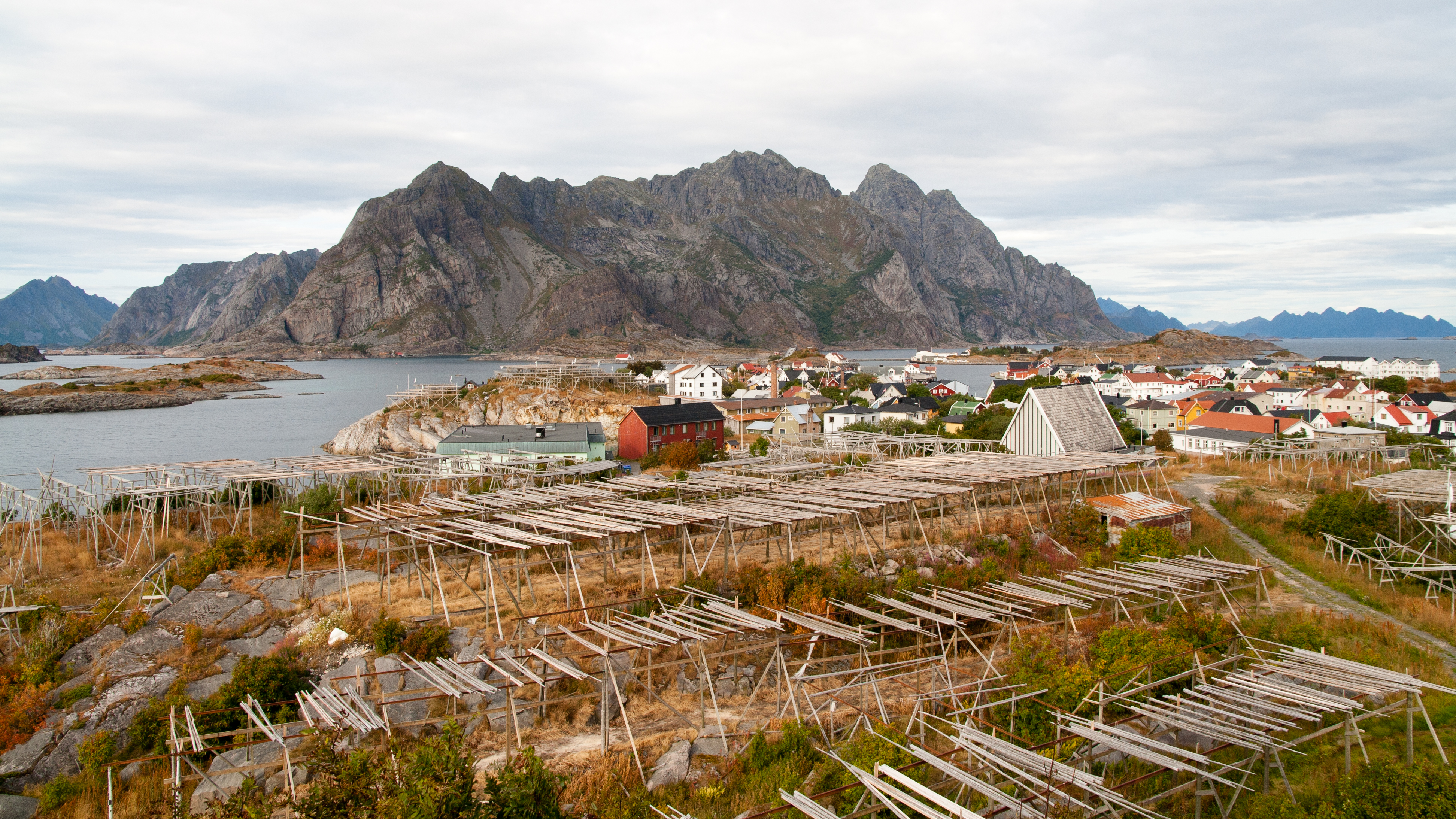
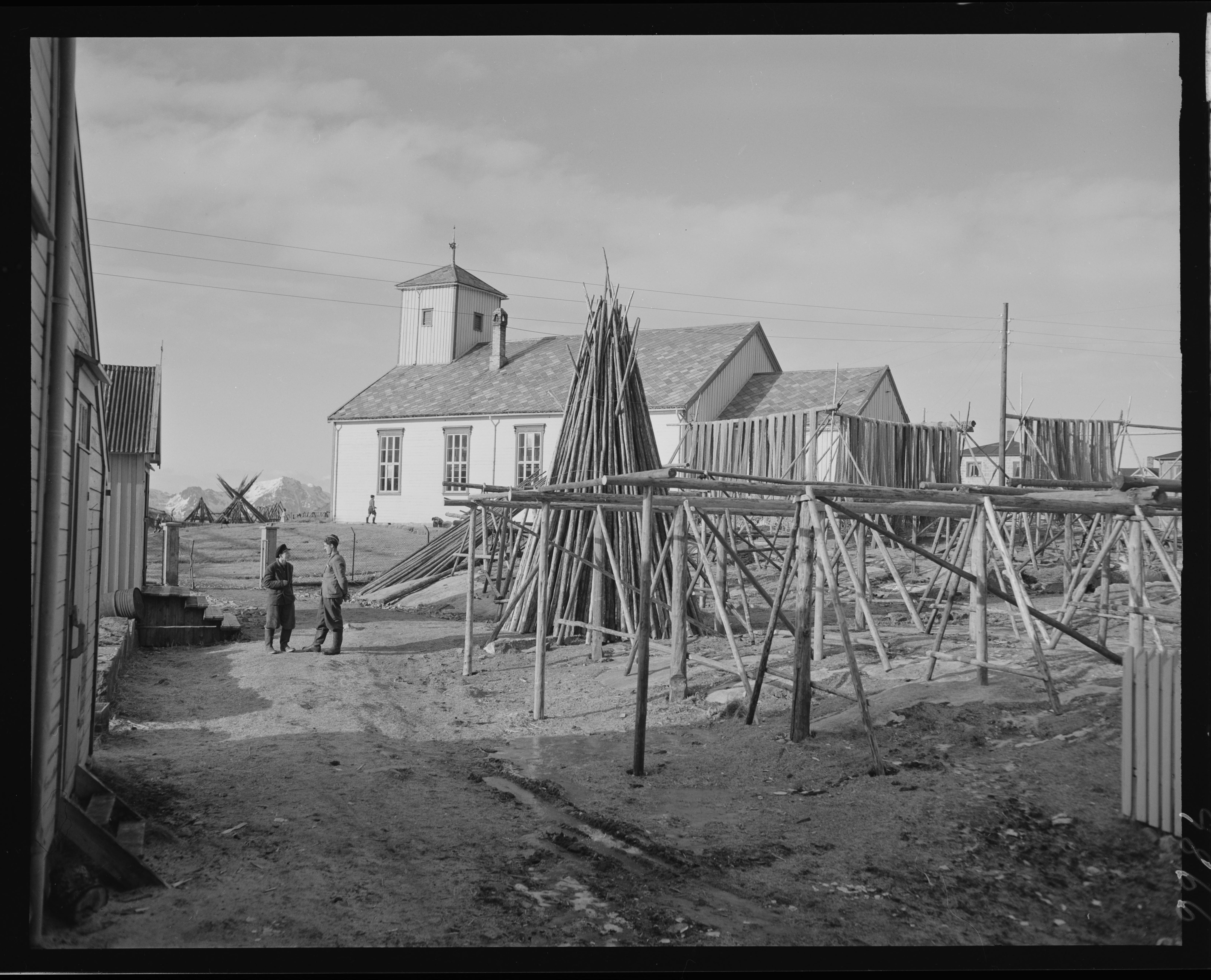
Old church (1852-1974)